# أليساندرو فاريا
أليساندرو فاريا (بالفرنسية: Alessandro Faria؛ بالبرتغالية: Alessandro Faria) هو لاعب كرة قدم برازيلي وتوغولي، ولد في 7 يونيو 1978 في بورتو أليغري في البرازيل. شارك مع منتخب توغو لكرة القدم. أما مع النوادي، فقد لعب مع أتلتيكو براغانتينو ونادي بونتي بريتا ونادي شابيكوينسي.

## وصلات خارجية
- أليساندرو فاريا على موقع الاتحاد الدولي (مؤرشف)  (الإنجليزية)
- أليساندرو فاريا على موقع قاعدة بيانات كرة القدم.إي يو (الإنجليزية)
- أليساندرو فاريا على موقع ناشيونال فوتبول تيمز (الإنجليزية)